# 蘇爾根巴赫河 (阿勒河支流)
46°56′28″N 7°26′41″E / 46.940983°N 7.444683°E

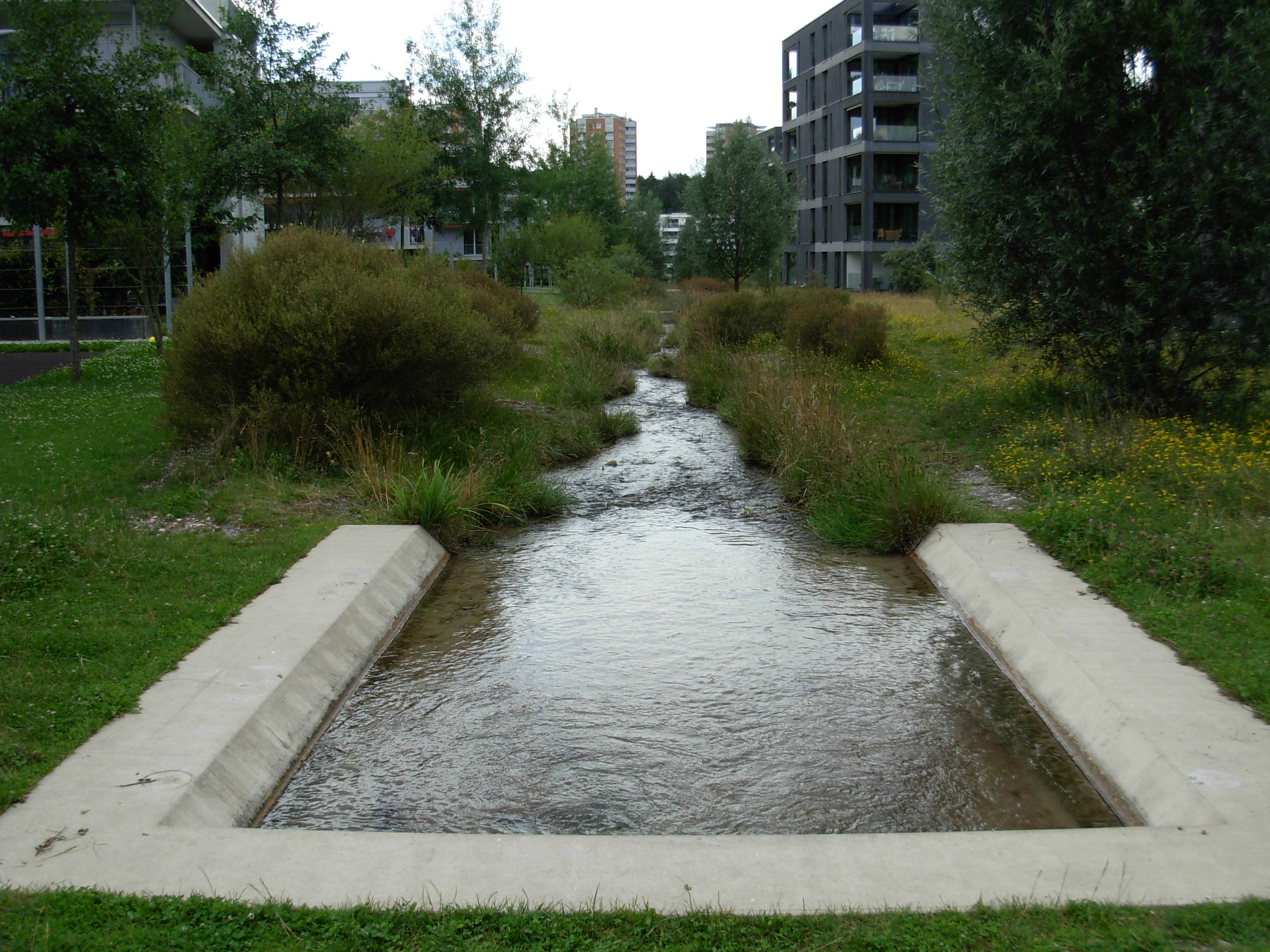

蘇爾根巴赫河是瑞士的河流，位於該國中西部，流經伯恩州，屬於阿勒河的支流，處於瑞士高原，河道全長0.5公里，發源自瓦爾德。